# Klemi Saban
Klemi Saban, né le 17 février 1980 à Netanya (Israël), est un footballeur israélien, qui évolue au poste de défenseur.

## Palmarès

### En équipe nationale
- 25 sélections et 1 but avec l'équipe d'Israël.

### Avec l'Hapoël Tel-Aviv
- Vainqueur de la Toto coupe d'Israël de football en 2002.

### Avec le Maccabi Haïfa
- Vainqueur du Championnat d'Israël de football en 2006.

## Parcours d'entraîneur
- mars 2021-2021 :  Hapoël Petah-Tikva
- nov. 2021-jan. 2022 :  Beitar Tel-Aviv Bat Yam (intérim)
- jan. 2025-fév. 2025 :  MS Ashdod